# エフゲニー・カフェルニコフ
エフゲニー・アレクサンドロビッチ・カフェルニコフ（Yevgeny Aleksandrovich Kafelnikov, ロシア語: Евге́ний Алекса́ндрович Ка́фельников、1974年2月18日 - ）は、ロシア・ソチ出身の元男子プロテニス選手。1996年全仏オープンと1999年全豪オープン男子シングルスで優勝し、ロシアのテニス選手として最初のグランドスラム優勝者になった選手である。ATPランキング自己最高位はシングルス1位、ダブルス4位。ATPツアーでシングルス26勝、ダブルス27勝を挙げた。カフェルニコフは強力なグラウンドストロークを軸とするオールラウンダーで、ハード、クレー、芝のすべてのサーフェスを得意とした。

## 選手経歴

### 1992年 プロ転向
1992年にプロ転向。
1994年にツアーでシングルス3勝、ダブルス4勝を記録し、その頃から急成長を始める。
1996年全仏オープンで4大大会初優勝を達成。決勝戦でミヒャエル・シュティヒを7-6, 7-5, 7-6のストレートで破り、ロシア人のプロテニス選手として最初の4大大会シングルス優勝者に輝いた。それから3年後、1999年全豪オープンでは第10シードから勝ち進み、決勝戦でトーマス・エンクビストを4-6, 6-0, 6-3, 7-6で破り、4大大会シングルス2勝目を挙げた。5月3日付のランキングでロシア人初のシングルス世界ランキング1位となる。翌年の2000年全豪オープン決勝ではアンドレ・アガシに敗れ、大会2連覇を逃した。2000年シドニー五輪男子シングルスで金メダルを獲得した時は、決勝でドイツのトミー・ハースを7-6, 3-6, 6-2, 4-6, 6-3のフルセットで破っている。
カフェルニコフはダブルスでの活躍も目覚ましく、全仏オープン男子ダブルスで1996年・1997年・2002年の3勝を挙げ、1997年全米オープン男子ダブルスでも優勝し、通算4勝を挙げた。2002年全仏オープンで優勝した時はオランダのベテラン、ポール・ハーフースと組んだ。しかし、現役最後の年となった2003年全仏オープン男子ダブルスで、カフェルニコフとハーフースの組はブライアン兄弟に敗れて連覇を逃した。

### 2004年 引退
2003年10月以降大会に出場せず、2004年11月に正式に引退を表明した。

### 2019年 国際テニス殿堂入り
カフェルニコフは2019年に国際テニス殿堂入りを果たした。

## ATPツアー決勝進出結果

### シングルス: 46回 (26勝20敗)
| 大会グレード                                  |
| グランドスラム (2–1)                          |
| テニス・マスターズ・カップ (0–1)              |
| ATPマスターズシリーズ (0–5)                   |
| オリンピック (1–0)                            |
| ATPインターナショナルシリーズ・ゴールド (4–3) |
| ATPインターナショナルシリーズ (19–10)         |

| サーフェス別タイトル |
| ハード (9–10)        |
| クレー (3–3)         |
| 芝 (3–1)             |
| カーペット (11–6)    |

| 結果   | No. | 決勝日         | 大会                 | サーフェス        | 対戦相手                 | スコア                       |
| ------ | --- | -------------- | -------------------- | ----------------- | ------------------------ | ---------------------------- |
| 優勝   | 1.  | 1994年1月10日  | アデレード           | ハード            | アレクサンドル・ボルコフ | 6-4, 6-3                     |
| 優勝   | 2.  | 1994年3月7日   | コペンハーゲン       | カーペット (室内) | ダニエル・バチェク       | 6-3, 7-5                     |
| 準優勝 | 1.  | 1994年5月8日   | ハンブルク           | クレー            | アンドレイ・メドベデフ   | 4-6, 4-6, 6-3, 3-6           |
| 優勝   | 3.  | 1994年8月29日  | ロングアイランド     | ハード            | セドリック・ピオリーン   | 5-7, 6-1, 6-2                |
| 優勝   | 4.  | 1995年2月20日  | ミラノ               | カーペット (室内) | ボリス・ベッカー         | 7-5, 5-7, 7-6(8-6)           |
| 優勝   | 5.  | 1995年3月27日  | サンクトペテルブルク | カーペット (室内) | ギヨーム・ラウー         | 6-2, 6-2                     |
| 準優勝 | 2.  | 1995年4月24日  | ニース               | クレー            | マルク・ロセ             | 4-6, 0-6                     |
| 優勝   | 6.  | 1995年7月17日  | グシュタード         | クレー            | ヤコブ・ラセク           | 6-3, 6-4, 3-6, 6-3           |
| 優勝   | 7.  | 1995年8月28日  | ロングアイランド     | ハード            | ヤン・シーメリンク       | 7-6(7-0), 6-2                |
| 優勝   | 8.  | 1996年1月8日   | アデレード           | ハード            | バイロン・ブラック       | 7-6(7-0), 3-6, 6-1           |
| 準優勝 | 3.  | 1996年3月11日  | ロッテルダム         | カーペット (室内) | ゴラン・イワニセビッチ   | 4-6, 6-3, 3-6                |
| 準優勝 | 4.  | 1996年4月1日   | サンクトペテルブルク | カーペット (室内) | マグヌス・グスタフソン   | 2-6, 6-7(4-7)                |
| 優勝   | 9.  | 1996年5月6日   | プラハ               | クレー            | ボフダン・ウリラッハ     | 7-5, 1-6, 6-3                |
| 優勝   | 10. | 1996年6月10日  | 全仏オープン         | クレー            | ミヒャエル・シュティヒ   | 7-6(7-4), 7-5, 7-6(7-4)      |
| 準優勝 | 5.  | 1996年6月24日  | ハレ                 | 芝                | ニクラス・クルティ       | 7-6(7-5), 3-6, 4-6           |
| 準優勝 | 6.  | 1996年7月22日  | シュトゥットガルト   | クレー            | トーマス・ムスター       | 2-6, 2-6, 4-6                |
| 優勝   | 11. | 1996年10月7日  | リヨン               | カーペット (室内) | アルノー・ブッチ         | 7-5, 6-3                     |
| 準優勝 | 7.  | 1996年11月4日  | パリ                 | カーペット (室内) | トーマス・エンクビスト   | 2-6, 4-6, 5-7                |
| 準優勝 | 8.  | 1996年11月11日 | モスクワ             | カーペット (室内) | ゴラン・イワニセビッチ   | 6-3, 1-6, 3-6                |
| 優勝   | 12. | 1997年6月16日  | ハレ                 | 芝                | ペトル・コルダ           | 7-6(7-2), 6-7(5-7), 7-6(9-7) |
| 優勝   | 13. | 1997年8月18日  | ニューヘイブン       | ハード            | パトリック・ラフター     | 7-6(7-4), 6-4                |
| 優勝   | 14. | 1997年11月10日 | モスクワ             | カーペット (室内) | ペトル・コルダ           | 7-6(7-2), 6-4                |
| 準優勝 | 9.  | 1997年11月17日 | ハノーファー         | ハード            | ピート・サンプラス       | 3-6, 2-6, 2-6                |
| 準優勝 | 10. | 1998年2月9日   | マルセイユ           | ハード (室内)     | トーマス・エンクビスト   | 4-6, 1-6                     |
| 優勝   | 15. | 1998年3月2日   | ロンドン             | カーペット (室内) | セドリック・ピオリーン   | 7-5, 6-4                     |
| 優勝   | 16. | 1998年6月15日  | ハレ                 | 芝                | マグヌス・ラーション     | 6-4, 6-4                     |
| 準優勝 | 11. | 1998年9月21日  | タシュケント         | ハード            | ティム・ヘンマン         | 5-7, 4-6                     |
| 準優勝 | 12. | 1998年11月2日  | シュトゥットガルト   | ハード (室内)     | リカルト・クライチェク   | 4-6, 3-6, 3-6                |
| 優勝   | 17. | 1998年11月16日 | モスクワ             | カーペット (室内) | ゴラン・イワニセビッチ   | 7-6(7-2), 7-6(7-5)           |
| 優勝   | 18. | 1999年2月1日   | 全豪オープン         | ハード            | トーマス・エンクビスト   | 4-6, 6-0, 6-3, 7-6(7-1)      |
| 優勝   | 19. | 1999年2月22日  | ロッテルダム         | カーペット (室内) | ティム・ヘンマン         | 6-2, 7-6(7-3)                |
| 準優勝 | 13. | 1999年8月9日   | モントリオール       | ハード            | トーマス・ヨハンソン     | 6-1, 3-6, 3-6                |
| 準優勝 | 14. | 1999年8月23日  | ワシントンD.C.       | ハード            | アンドレ・アガシ         | 6-7(3-7), 1-6                |
| 優勝   | 20. | 1999年11月15日 | モスクワ             | カーペット (室内) | バイロン・ブラック       | 7-6(7-2), 6-4                |
| 準優勝 | 15. | 2000年1月30日  | 全豪オープン         | ハード            | アンドレ・アガシ         | 6-3, 3-6, 2-6, 4-6           |
| 準優勝 | 16. | 2000年2月28日  | ロンドン             | ハード (室内)     | マルク・ロセ             | 4-6, 4-6                     |
| 優勝   | 21. | 2000年10月1日  | シドニー五輪         | ハード            | トミー・ハース           | 7-6(7-4), 3-6, 6-2, 4-6, 6-3 |
| 優勝   | 22. | 2000年10月30日 | モスクワ             | カーペット (室内) | ダーヴィト・プリノジル   | 6-2, 7-5                     |
| 準優勝 | 17. | 2000年11月27日 | ストックホルム       | ハード (室内)     | トーマス・ヨハンソン     | 2-6, 4-6, 4-6                |
| 優勝   | 23. | 2001年2月19日  | マルセイユ           | ハード (室内)     | セバスチャン・グロジャン | 7-6(7-5), 6-2                |
| 準優勝 | 18. | 2001年9月17日  | タシュケント         | ハード            | マラト・サフィン         | 2-6, 2-6                     |
| 優勝   | 24. | 2001年10月8日  | モスクワ             | カーペット (室内) | ニコラス・キーファー     | 6-4, 7-5                     |
| 準優勝 | 19. | 2001年11月4日  | パリ                 | カーペット (室内) | セバスチャン・グロジャン | 6-7(3-7), 1-6, 7-6(7-5), 4-6 |
| 優勝   | 25. | 2003年6月16日  | ハレ                 | 芝                | ニコラス・キーファー     | 2-6, 6-4, 6-4                |
| 優勝   | 26. | 2002年9月16日  | タシュケント         | ハード            | ウラジミール・ボルチコフ | 7-6(8-6), 7-5                |
| 準優勝 | 20. | 2003年2月17日  | ミラノ               | カーペット (室内) | マルティン・フェルカーク | 4-6, 7-5, 5-7                |

### ダブルス: 41回 (27勝14敗)
| 結果   | No. | 決勝日         | 大会                 | サーフェス        | パートナー                 | 対戦相手                                            | スコア           |
| ------ | --- | -------------- | -------------------- | ----------------- | -------------------------- | --------------------------------------------------- | ---------------- |
| 準優勝 | 1.  | 1994年2月7日   | マルセイユ           | カーペット (室内) | マルティン・ダム           | ヤン・シーメリンク ダニエル・バチェク               | 7-6, 4-6, 1-6    |
| 優勝   | 1.  | 1994年4月11日  | バルセロナ           | クレー            | ダビド・リクル             | ジム・クーリエ ハビエル・サンチェス                 | 5-7, 6-1, 6-4    |
| 準優勝 | 2.  | 1994年4月25日  | モンテカルロ         | クレー            | ダニエル・バチェク         | ニクラス・クルティ マグナス・ラーション             | 6-3, 6-7, 4-6    |
| 優勝   | 2.  | 1994年5月2日   | ミュンヘン           | クレー            | ダビド・リクル             | ボリス・ベッカー ペトル・コルダ                     | 7-6, 7-5         |
| 優勝   | 3.  | 1994年5月16日  | ローマ               | クレー            | ダビド・リクル             | ウェイン・フェレイラ ハビエル・サンチェス           | 6-1, 7-5         |
| 優勝   | 4.  | 1994年10月24日 | リヨン               | カーペット (室内) | ヤコブ・ラセク             | マルティン・ダム パトリック・ラフター               | 6-7, 7-6, 7-6    |
| 準優勝 | 3.  | 1995年3月27日  | サンクトペテルブルク | カーペット (室内) | ヤコブ・ラセク             | マルティン・ダム アンダース・ヤリード               | 4-6, 2-6         |
| 優勝   | 5.  | 1995年4月10日  | エストリル           | クレー            | アンドレイ・オルホフスキー | マルク＝ケビン・ゲルナー ディエゴ・ナルジーソ       | 5-7, 7-5, 6-2    |
| 優勝   | 6.  | 1995年5月15日  | ハンブルク           | クレー            | ウェイン・フェレイラ       | バイロン・ブラック アンドレイ・オルホフスキー       | 6-1, 7-6         |
| 準優勝 | 4.  | 1995年6月26日  | ハレ                 | 芝                | アンドレイ・オルホフスキー | ヤッコ・エルティン ポール・ハーフース               | 2-6, 6-3, 3-6    |
| 優勝   | 7.  | 1995年7月31日  | モントリオール       | ハード            | アンドレイ・オルホフスキー | ブライアン・マクフィー サンドン・ストール           | 6-2, 6-2         |
| 優勝   | 8.  | 1995年10月23日 | リヨン               | カーペット (室内) | ヤコブ・ラセク             | ジョン＝ラフニー・デ・ヤーガー ウェイン・フェレイラ | 6-3, 6-3         |
| 準優勝 | 5.  | 1996年2月26日  | アントワープ         | カーペット (室内) | メノ・オースティング       | ヨナス・ビョルクマン ニクラス・クルティ             | 4-6, 4-6         |
| 優勝   | 9.  | 1996年4月1日   | サンクトペテルブルク | カーペット (室内) | アンドレイ・オルホフスキー | ニクラス・クルティ ペテル・ニューボリ               | 6-3, 6-4         |
| 優勝   | 10. | 1996年5月6日   | プラハ               | クレー            | ダニエル・バチェク         | ルイス・ロボ ハビエル・サンチェス                   | 6-3, 6-7, 6-3    |
| 優勝   | 11. | 1996年6月10日  | 全仏オープン         | クレー            | ダニエル・バチェク         | ヤコブ・ラセク ギー・フォルジェ                     | 6-2, 6-3         |
| 準優勝 | 6.  | 1996年6月24日  | ハレ                 | 芝                | ダニエル・バチェク         | バイロン・ブラック グラント・コネル                 | 1-6, 5-7         |
| 優勝   | 12. | 1996年9月30日  | バーゼル             | ハード (室内)     | ダニエル・バチェク         | デビッド・アダムズ メノ・オースティング             | 6-3, 6-4         |
| 優勝   | 13. | 1996年10月14日 | ウィーン             | カーペット (室内) | ダニエル・バチェク         | パベル・ビズネル メノ・オースティング               | 7-6, 6-4         |
| 準優勝 | 7.  | 1996年11月4日  | パリ                 | カーペット (室内) | ダニエル・バチェク         | ヤッコ・エルティン ポール・ハーフース               | 4-6, 6-4, 6-7    |
| 優勝   | 14. | 1997年6月9日   | 全仏オープン         | クレー            | ダニエル・バチェク         | トッド・ウッドブリッジ マーク・ウッドフォード       | 7-6, 4-6, 6-3    |
| 優勝   | 15. | 1997年7月14日  | グシュタード         | クレー            | ダニエル・バチェク         | トレバー・クロネマン デビッド・マクファーソン       | 4-6, 7-6, 6-3    |
| 優勝   | 16. | 1997年9月8日   | 全米オープン         | ハード            | ダニエル・バチェク         | ヨナス・ビョルクマン ニクラス・クルティ             | 7-6, 6-3         |
| 優勝   | 17. | 1998年2月23日  | アントワープ         | ハード            | ウェイン・フェレイラ       | トマス・カルボネル フランシスコ・ロイグ             | 7-5, 3-6, 6-2    |
| 準優勝 | 8.  | 1998年3月2日   | ロンドン             | カーペット (室内) | ダニエル・バチェク         | マルティン・ダム ジム・グラブ                       | 4-6, 5-7         |
| 優勝   | 18. | 1998年10月19日 | ウィーン             | カーペット (室内) | ダニエル・バチェク         | デビッド・アダムズ ジョン＝ラフニー・デ・ヤーガー   | 7-5, 6-3         |
| 準優勝 | 9.  | 1998年11月16日 | モスクワ             | カーペット (室内) | ダニエル・バチェク         | ジャレッド・パーマー ジェフ・タランゴ               | 4-6, 7-6, 2-6    |
| 優勝   | 19. | 1999年4月19日  | バルセロナ           | クレー            | ポール・ハーフース         | マッシモ・ベルトリーニ クリスティアン・ブランディ   | 7-5, 6-3         |
| 準優勝 | 10. | 2000年2月21日  | ロッテルダム         | ハード (室内)     | ティム・ヘンマン           | デビッド・アダムズ ジョン＝ラフニー・デ・ヤーガー   | 7-5, 2-6, 3-6    |
| 優勝   | 20. | 2000年4月24日  | モンテカルロ         | クレー            | ウェイン・フェレイラ       | ポール・ハーフース サンドン・ストール               | 6-3, 2-6, 6-1    |
| 準優勝 | 11. | 2000年5月15日  | ローマ               | クレー            | ウェイン・フェレイラ       | マルティン・ダム ドミニク・フルバティ               | 4-6, 6-4, 3-6    |
| 優勝   | 21. | 2000年10月15日 | ウィーン             | ハード (室内)     | ネナド・ジモニッチ         | イジー・ノバク ダビド・リクル                       | 6-4, 6-4         |
| 優勝   | 22. | 2001年3月19日  | インディアンウェルズ | ハード            | ウェイン・フェレイラ       | ヨナス・ビョルクマン トッド・ウッドブリッジ         | 6-2, 7-5         |
| 優勝   | 23. | 2001年5月14日  | ローマ               | クレー            | ウェイン・フェレイラ       | ダニエル・ネスター サンドン・ストール               | 6-4, 7-6(8-6)    |
| 優勝   | 24. | 2001年10月29日 | サンクトペテルブルク | カーペット (室内) | デニス・ゴロバノフ         | イラクリ・ラバーゼ マラト・サフィン                 | 7-5, 6-4         |
| 準優勝 | 12. | 2002年4月22日  | モンテカルロ         | クレー            | ポール・ハーフース         | ヨナス・ビョルクマン トッド・ウッドブリッジ         | 3-6, 6-3, [7-10] |
| 優勝   | 25. | 2002年6月10日  | 全仏オープン         | クレー            | ポール・ハーフース         | マーク・ノールズ ダニエル・ネスター                 | 7-5, 6-4         |
| 優勝   | 26. | 2003年3月17日  | インディアンウェルズ | ハード            | ウェイン・フェレイラ       | ボブ・ブライアン マイク・ブライアン                 | 3-6, 7-5, 6-4    |
| 準優勝 | 13. | 2003年6月9日   | 全仏オープン         | クレー            | ポール・ハーフース         | ボブ・ブライアン マイク・ブライアン                 | 6-7, 3-6         |
| 準優勝 | 14. | 2003年7月21日  | シュトゥットガルト   | クレー            | ケビン・ウリエット         | トマーシュ・ツィブレツ パベル・ビズネル             | 6-3, 3-6, 4-6    |
| 優勝   | 27. | 2003年8月4日   | ワシントンD.C.       | ハード            | サルギス・サルグシアン     | クリス・ハガード ポール・ハンリー                   | 7-5, 4-6, 6-2    |

## 4大大会優勝
- 全豪オープン：男子シングルス1勝（1999年）
- 全仏オープン：男子シングルス1勝（1996年）/男子ダブルス：3勝（1996, 1997, 2002年）
- 全米オープン 男子ダブルス：1勝（1997年）

| 年     | 大会         | 対戦相手               | 試合結果           |
| ------ | ------------ | ---------------------- | ------------------ |
| 1996年 | 全仏オープン | ミヒャエル・シュティヒ | 7-6, 7-5, 7-6      |
| 1999年 | 全豪オープン | トーマス・エンクビスト | 4-6, 6-0, 6-3, 7-6 |

## 4大大会シングルス成績
略語の説明
| W | F | SF | QF | #R | RR | Q# | LQ | A | Z# | PO | G | S | B | NMS | P | NH |

W=優勝, F=準優勝, SF=ベスト4, QF=ベスト8, #R=#回戦敗退, RR=ラウンドロビン敗退, Q#=予選#回戦敗退, LQ=予選敗退, A=大会不参加, Z#=デビスカップ/BJKカップ地域ゾーン, PO=デビスカップ/BJKカッププレーオフ, G=オリンピック金メダル, S=オリンピック銀メダル, B=オリンピック銅メダル, NMS=マスターズシリーズから降格, P=開催延期, NH=開催なし.
| 大会           | 1993 | 1994 | 1995 | 1996 | 1997 | 1998 | 1999 | 2000 | 2001 | 2002 | 2003 | 通算成績 |
| -------------- | ---- | ---- | ---- | ---- | ---- | ---- | ---- | ---- | ---- | ---- | ---- | -------- |
| 全豪オープン   | LQ   | 2R   | QF   | QF   | A    | A    | W    | F    | QF   | 2R   | 2R   | 28–7     |
| 全仏オープン   | 2R   | 3R   | SF   | W    | QF   | 2R   | 2R   | QF   | QF   | 2R   | 2R   | 31–10    |
| ウィンブルドン | A    | 3R   | QF   | 1R   | 4R   | 1R   | 3R   | 2R   | 3R   | 3R   | 1R   | 16–10    |
| 全米オープン   | A    | 4R   | 3R   | A    | 2R   | 4R   | SF   | 3R   | SF   | 2R   | 3R   | 24–9     |